# Vladimir Ivić
Vladimir Ivić (Servisch: Владимир Ивић) (Zrenjanin, 7 mei 1977) is een Servisch voetbalcoach en voormalig voetballer.

## Spelerscarrière
Ivić begon zijn seniorencarrière bij Proleter Zrenjanin. In 1998 versierde hij een transfer naar Partizan Belgrado, waarmee hij drie keer kampioen van de Federale Republiek Joegoslavië werd. In het seizoen 2003/04 bereikte hij met Partizan de groepsfase van de Champions League. In datzelfde seizoen werd hij, na het vertrek van Saša Ilić naar Celta de Vigo in januari 2004, aanvoerder van de club.
In de zomer van 2004 maakte Ivić de overstap naar de Duitse eersteklasser Borussia Mönchengladbach. Amper een half seizoen later, waarin de Serviër vier keer uitkwam voor de club, verkocht Mönchengladbach hem al aan AEK Athene. Ivić bleef uiteindelijk voor de rest van zijn spelerscarrière in Griekenland voetballen: na anderhalf seizoen bij AEK Athene trok hij naar Aris Thessaloniki, nadien speelde hij nog vier seizoenen bij PAOK FC.

## Trainerscarrière

### PAOK FC
Een jaar na zijn spelersafscheid kreeg Ivić bij PAOK FC een kans als jeugdtrainer. Na het ontslag van hoofdtrainer Igor Tudor in maart 2016 kreeg Ivić tot het einde van het seizoen de leiding over het eerste elftal. Na afloop van het seizoen kreeg hij definitief zijn kans als hoofdtrainer. PAOK eindigde in het seizoen 2016/17 tweede, net als in het seizoen daarvoor, telkens op zes punten van kampioen Olympiakos Piraeus. PAOK overleefde dat seizoen een Europa League-groep met ACF Fiorentina, FK Qarabağ en Slovan Liberec, om vervolgens meteen te sneuvelen tegen Schalke 04. Op het einde van het seizoen won Ivić met PAOK de Griekse voetbalbeker, nadat in de finale zijn ex-club AEK Athene met 2-1 voor de bijl ging.

### Maccabi Tel Aviv
Op 31 mei 2018 ging Ivić aan de slag als trainer van de Israëlische eersteklasser Maccabi Tel Aviv. In zijn eerste seizoen won hij meteen de landstitel en de Toto Cup, een van de bekercompetities in Israël. Maccabi Tel Aviv eindigde het seizoen met 31 punten voorsprong op eerste achtervolger Maccabi Haifa. Maccabi Tel Aviv sneuvelde dat seizoen in de play-offronde van de Europa League tegen Sarpsborg 08 FF, nadat eerder Ferencvárosi TC, FK Radnički Niš en Pjoenik Jerevan voor de bijl waren gegaan.
In het seizoen 2019/20 verlengde Maccabi Tel Aviv onder Ivić zijn landstitel. Ook ditmaal was Maccabi Tel Aviv nog voor het einde van de zomer uitgeschakeld in Europa: in de Champions League- en Europa League-voorrondes werd de club uitgeschakeld door respectievelijk CFR Cluj en Sūduva Marijampolė. Na afloop van het seizoen 2019/20 kwam er een einde aan de samenwerking tussen trainer en club.

### Watford FC
In augustus 2020 werd Ivić aangesteld als trainer van Watford FC, dat net naar de Championship was gedegradeerd. Watford, dat in het tussenseizoen spelers als Abdoulaye Doucouré, Pervis Estupiñán en Luis Suárez had verkocht voor veel geld maar nauwelijks had geïnvesteerd, draaide onder zijn bewind quasi steeds mee in de top zes van de Championship. Desondanks werd hij in december 2020 ontslagen.

### Maccabi Tel Aviv (II)
In juni 2022 ging Ivić opnieuw aan de slag bij Maccabi Tel Aviv, waar hij een tweejarig contract ondertekende. Ivić slaagd erin om de club, die in het seizoen 2021/22 pas na een stevige inhaalrace derde was geëindigd in eigen land, vanaf het seizoensbegin bovenin te laten meedraaien. In de Conference League-voorronde leidde hij Maccabi Tel Aviv voorbij Zirə FK en Aris FC, en sneuvelde hij pas na verlengingen tegen OGC Nice.

### FK Krasnodar
In januari 2023 stapte Ivić over naar de Russische eersteklasser FK Krasnodar. Bij de winterstop stond Krasnodar zevende, op slechts vier punten van de vierde plaats. In de laatste dertien competitiewedstrijden van het seizoen behaalde Krasnodar onder leiding van Ivić nog 23 op 39, met een zesde plaats in het eindklassement als gevolg. Ivić plaatste zich in zijn eerste seizoen in Rusland voor de finale van de Russische voetbalbeker. Net als in 2014 trok Krasnodar na strafschoppen aan het kortste eind, ditmaal tegen CSKA Moskou.
In het seizoen 2023/24 stond Krasnodar lange tijd aan de leiding in de Premjer-Liga, maar slaagde er niet in om die koppositie vast te houden. Na een eerste terugval in november 2023 ging Krasnodar weliswaar als leider de winterstop in, maar na een 2-1-nederlaag tegen FK Rostov op 8 maart 2024 , die Krasnodar naar de tweede plaats deed wegglijden, werd Krasnoodar opnieuw voorbijgestoken door Zenit Sint-Petersburg. Kort daarop werd Ivić op de keien gezet. Zijn opvolger Murad Musayev kon niet vermijden dat Krasnodar na een spannend seizoenseinde tweede eindigde, slechts één punt achter kampioen Zenit.